# Sanké mon
Sanké mon is een collectief visritueel van de San in Mali. Het vindt elke tweede donderdag van de zevende maanmaand plaats om de stichting van het dorp te herdenken. Het ritueel begint met het offer van een haan, geit en offers voor de watergeest. Daarna begint een vijftien-uur-durend visritueel met kleine en grote netten. 
Na het visritueel begint een gemaskerde dans op het dorpsplein met Buwa-dansers uit San en aangrenzende dorpen. De dansers dragen traditionele kostuums met schelpen van de porseleinslak en veren. Ze dansen een specifieke choreografie op de ritmes van verschillende drums. 
Het ritueel kondigt het begin van het regenseizoen aan. De lokale cultuur wordt tot uiting gebracht. 